# 喻长霖
喻长霖（1857年—1940年），字志韶，浙江台州黄岩人，清末榜眼、名士，学者。

## 生平
生於咸丰七年（1857年），光绪二十一年（1895年）中榜眼，授翰林院编修，国史馆协修，武英殿和功臣馆纂修。后任清宗室觉罗八旗第三学堂提调，八旗高等师范学堂国文教习，译学馆伦理教习。三十三年八月，任两浙师范学堂监督。十二月，受翰林院派遣，去日本考察学务，次年五月返。宣统元年（1909年），任实录馆纂修。次年六月，任京师女子师范学校总理。资政院成立，选为硕学通儒议员，授四品衔，任资政院宪政会咨询。
辛亥革命后，袁世凯多次请喻出任要职，喻谢绝归里。民国三年（1914年），受聘任浙江通志局提调，参与通志编修。孙传芳盘据浙江，三次到吴山请其出仕，喻以终身不事二君辞谢。民国十五年（1926年），主修《台州府志》，至民国二十年成书140卷。晚年客寓上海卖文鬻字，民国二十九年（1940年）逝于沪寓，终年84岁。著有《清儒学案》、《古今中外交涉考》、《清大事记》、《九通会纂》、《经义骈枝》、《两浙文徵》等18部经史著作。

## 言论
戊戌变法前，康有为对喻说，非变法不能自强，有法斯有人，法为人之祖父，人为法之子孙；喻长霖答，法非人不能自变，有人斯有法，人为法之祖父。两人争辩不让。